# Богословка (Томская область)
Богосло́вка — село в Зырянском районе Томской области, Россия. Входит в состав Зырянского сельского поселения.

## География
Село располагается на северо-западе Зырянского района. На территории Богословки находится слияние рек Чигисла и Камышлы, объединённый поток которых несколькими километрами севернее впадает в реку Кия. В нескольких километрах к северу от Кии пролегает административная граница с Первомайским районом. Между Богословкой и рекой находятся два озера, являющихся старицами по происхождению: Марчиха (0,7 км на северо-запад) и Закрома (1 км на северо-восток). С юга вдоль села проходит автотрасса Больше-Дорохово—Зырянское—Тегульдет. Расстояние до Зырянского — 3,5 км на запад по автотрассе.

## Население
| 1926 | 2002 | 2010 | 2012 | 2013 | 2014 | 2015 |
| ---- | ---- | ---- | ---- | ---- | ---- | ---- |
| 2429 | ↘644 | ↘557 | ↘530 | ↘520 | ↘512 | ↗513 |
| 2016 | 2021 |      |      |      |      |      |
| ↘502 | ↘495 |      |      |      |      |      |

## Социальная сфера и экономика
В посёлке есть фельдшерско-акушерский пункт, средняя общеобразовательная школа, Дом культуры и библиотека.
Основа местной экономической жизни — сельское хозяйство и розничная торговля.

## Известные жители и уроженцы
- Дмитриев, Григорий Яковлевич — участник Великой Отечественной войны, Герой Советского Союза.
- Сливкин, Александр Сергеевич — бригадир колхоза имени XXII партсъезда, Герой Социалистического Труда.